# Pace, Mississippi
Pace är en kommun (town) i Bolivar County i Mississippi. Vid 2020 års folkräkning hade Pace 183 invånare.